# Condado de Chickasaw (Mississippi)
O Condado de Chickasaw é um dos 82 condados do estado norte-americano do Mississippi. Tem duas sedes de condado, Houston e Okolona e a sua maior cidade é Houston.
O condado tem uma área de 1305 km² (dos quais 8 km² estão cobertos por água), uma população de 19 440 habitantes, e uma densidade populacional de 15 hab/km² (segundo o censo nacional de 2000). O condado foi fundado em 1836 e recebeu o seu nome a partir da tribo ameríndia Chickasaw.